# Кузьменко Віктор Іванович
Ві́ктор Іва́нович Кузьме́нко — полковник медичної служби Збройних сил України, учасник російсько-української війни.

## З життєпису
Хірург Військово-медичного клінічного центру Південного регіону, Одеса. Здійснював операції літом 2014-го в безпосередній близькості від передової.

## Нагороди
За особисту мужність і героїзм, виявлені у захисті державного суверенітету та територіальної цілісності України, вірність військовій присязі під час російсько-української війни нагороджений
- орденом Богдана Хмельницького III ступеня.